# الترياع العليا (ناطع)

تعديل مصدري - تعديل

الترياع العليا هي إحدى قرى عزلة ال فرج بمديرية ناطع التابعة لمحافظة البيضاء، بلغ تعداد سكانها 25 نسمة حسب تعداد اليمن لعام 2004.